# Trachyphyllum touwianum
Trachyphyllum touwianum là một loài Rêu trong họ Pterigynandraceae. Loài này được W.R. Buck miêu tả khoa học đầu tiên năm 1979.